# Wochenschau
Eine Wochenschau war eine für das Kino wöchentlich neu produzierte Zusammenstellung von Filmberichten über politische, gesellschaftliche, sportliche  und kulturelle Ereignisse. Die Kino-Wochenschauen wurden im Vorprogramm zum Hauptfilm gezeigt. Sie wurden überflüssig, als viele Haushalte einen eigenen Fernseher hatten und damit Nachrichtensendungen – täglich oder mehrmals täglich – schauen konnten.
Im Fernsehen knüpfen Sendungen mit „Wochenrückblick“ an die Tradition der Kino-Wochenschauen an.

## Geschichte
Als erste eigenständige Wochenschau gilt das französische „Eclair-Journal“ (Frankreich im Jahr 1907). Vorläufer der Wochenschau waren die „Aktualitätenfilme“, die seit 1896 aus Frankreich nach Deutschland importiert wurden und sehr beliebt waren. Ab 1911 wurden auch in Deutschland derartige Filme produziert. Als erste größere deutsche Wochenschau gilt die Messter-Woche, die erstmals am 23. Oktober 1914 gezeigt wurde. Die erste Wochenschau in Österreich erschien im September 1914 mit dem Kriegs-Journal der Wiener Kunstfilm-Industrie (siehe auch: Geschichte der Wochenschau in Österreich). International hatten sich vergleichbare Einrichtungen etabliert. Es bestand ein internationaler Austausch von Bildmaterial zwischen den verschiedenen nationalen Wochenschauen.

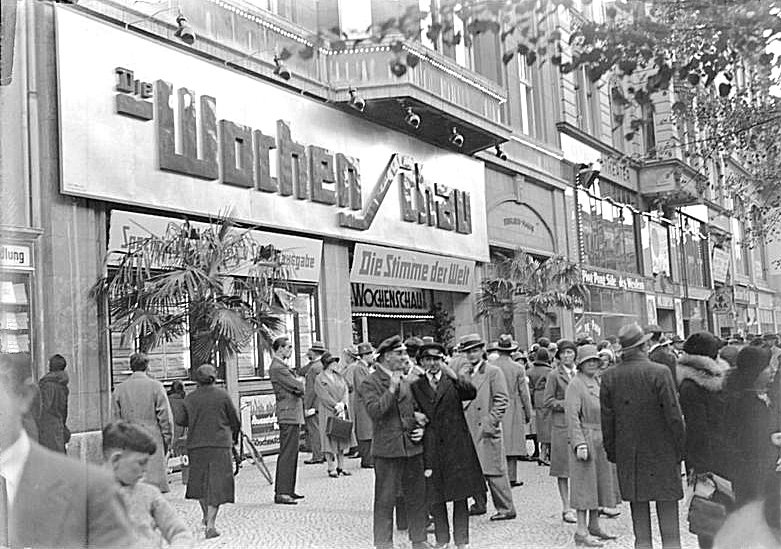
Erstes deutsches Wochenschau-Kino in Berlin (September 1931)

In Deutschland gab es bis 1940 vier privatwirtschaftlich produzierte konkurrierende Wochenschauen. Ab Juni 1940 wurden sie von den nationalsozialistischen Machthabern zentralisiert und gleichgeschaltet: Die UFA produzierte in der Folge die Deutsche Wochenschau.
In den 1950er Jahren existierten in vielen deutschen Städten spezialisierte Kinos – Aktualitätenkinos, oft in Bahnhofsnähe – die vom Morgen bis in die späte Nacht Wochenschauen, kurze Filme aller Art, auch Kultur- und Trickfilme spielten. Bei kontinuierlichem Betrieb konnte man sich beliebig lange im Kino aufhalten, also die Filme und Wochenschauen mehrmals sehen.
Nach dem Zweiten Weltkrieg verloren die Kino-Wochenschauen nach und nach ihre Bedeutung an das neue Medium Fernsehen, welches in Deutschland 1952 startete und regelmäßig Nachrichtensendungen zeigte: die Tagesschau in der Bundesrepublik Deutschland und die Aktuelle Kamera in der DDR.
Während die Fernsehnachrichten sich dem in den USA schon früher verbreiteten Wortnachrichtenformat mit illustrierendem Bildmaterial anglichen, behielt die Wochenschau trotz Kritik an ihrer einseitigen Darstellungsweise ihr Format bei und verstärkte den Unterhaltungsanteil weiter.
Gegen die Vorgaben der Alliierten befand sich die Wochenschau im Staatsbesitz, was aber vor der Öffentlichkeit verschleiert wurde. Sie diente der Regierung Adenauer zur Steuerung der öffentlichen Meinung, als Schaufenster des Wirtschaftswunders, zur politischen Werbung und zur Präsentation eines westorientierten Deutschlands gegenüber dem Ausland.

## Inhalt und Form
Das inhaltliche Angebot der Wochenschauen war breit gefächert; meist spielten Kriegshandlungen eine übergeordnete Rolle. Vor allem in Kriegszeiten sowie unter diktatorischen Regimes waren Wochenschauen ein wichtiges Medium der Propaganda. Bereits bei der Aufnahme durch die Filmberichter der Propagandakompanie im Zweiten Weltkrieg wurde Wert auf eine starke Ästhetisierung und Stilisierung gelegt, die im Verlauf der Postproduktion, insbesondere durch Schnitt und Musikvertonung weiter gesteigert wurde. Die Kriegswochenschau sollte nicht in erster Linie als Informationsmedium, sondern als „Beeindruckungsmedium“ wirken.
Während die bis 1940 gezeigte UFA-Tonwoche mit 1000 Fuß eine Spieldauer von 11 Minuten hatte, hatte die danach gesendete Deutsche Wochenschau 2000 bis 2600 Fuß mit einer Spieldauer von etwa 20 bis 30 Minuten.
Hans Magnus Enzensberger widmete den Wochenschauen 1957 einen in den Frankfurter Heften veröffentlichten Aufsatz, der die plakative Oberflächlichkeit der Berichterstattung kritisierte und u. a. die folgende Charakterisierung enthielt:

„Informationswert und Aktualität der Schau sind minimal. Die verwendeten Elemente sind so weit standardisiert, dass selbst in einer einzigen Folge die gleichen stereotypen Muster mehrfach wiederkehren. Die Kürze der einzelnen Stories (zwölf Nummern von durchschnittlich 30 Sekunden Dauer) führt zu einem emotionalen Wechselbad zwischen Idylle und Detonation. Die laute akustische Untermalung verstärkt den psychischen Druck der Bilder. Das Stilideal der Wochenschau ist ballistisch: sie will einschlagen.“

## Überblick über einzelne Wochenschauen

### Deutschland
- Messter-Wochenschau, erstmals 1914
- Ufa-Woche (Stummfilm; erstmals 17. September 1925)
- Ufa-Tonwoche (10. September 1930–19. Juni 1940 Nr. 1–511)
- Tobis-Wochenschau (1938–1940; zuvor Bavaria-Wochenschau)
- Die Deutsche Wochenschau (25. Juni 1940 bis 22. März 1945; Nr. 512–755)
- Deulig-Woche (Stummfilm; 1920–1931)
- Deulig-Tonwoche (6. Januar 1932 bis Februar 1939; Nr. 1–370)
- Fox’ Tönende Wochenschau (1930–1940 und 1950–1978)
- Ufa-Europa-Woche (Februar 1944 bis Januar 1945; Nr. 50–100)
- Ufa-Auslands-Tonwoche (1943–1945)
- Descheg-Monatsschau (März 1942 bis April 1944; Nr. 1–26)
- Panorama-Farbmonatsschau (1944–1945)
- Welt im Film (Wochenschau der englischen und amerikanischen Besatzungsmacht in Deutschland, ab Mai 1945) bis Juni 1952
- Neue Deutsche Wochenschau (Januar 1950 bis Mai 1963)
- Die Zeit unter der Lupe (Fortsetzung der NDW Juni 1963 bis August 1969)
- Blick in die Welt (1951 bis Januar 1987)
- Der Augenzeuge (DDR, 19. Februar 1946 bis 19. Dezember 1980)
- Welt im Bild (Juli 1952 bis Juli 1956)
- Ufa Wochenschau (ab August 1956 bis Juni 1977)
- Fernsehsendung Wochenspiegel (ARD) (4. Januar 1953 bis 24. August 2014)

### Frankreich
- Gaumont Actualités
- Pathé-Journal
- Éclair-Journal
- Actualités Françaises

### Großbritannien
- Pathé News (1910 bis 1970)

### Italien
- Settimana Incom
- Caleidoscopio CIAC
- Filmgiornale SEDI
- Mondo Libero ASTRA
- Panorama

### Österreich
Während der Zugehörigkeit zu Deutschland zwischen März 1938 und Kriegsende 1945 wurde die UFA-Tonwoche gezeigt, ab 7. September 1939 durfte nur noch diese gezeigt werden, bis sie in die Deutsche Wochenschau aufging.
Die ersten österreichischen Wochenschauen nach dem Zweiten Weltkrieg waren die Österreichische Wochenschau, die im Mai 1945 gezeigt wurde, und mehrere Ausgaben, die mit bereits vorhandenem Material produziert wurden, dann aber verboten wurden. Es folgte die Welt im Film, eine Gemeinschaftsproduktion der englischen und US-amerikanischen Besatzungstruppen in Österreich. Diese Wochenschau erschien bis 1949.
- Wochenschau der Wiener Kunstfilm-Industrie (ca. 1911–?)
- Kriegs-Journal (1914–1918, Wiener Kunstfilm-Industrie)
- Österreichischer Kino-Wochenbericht vom nördlichen und südlichen Kriegsschauplatz, ab 1915 Kinematographische Kriegsberichterstattung und dann Sascha-Kriegswochenbericht (1914–1918, Sascha)
- Sascha-Meßter-Woche (1914–1918, auch: Sascha-Meßter-Film)
- Steiermärkische Filmjournal (1920–?)
- Selenophon-Woche (1931–1934, Selenophon Licht- und Tonbildgesellschaft und Hugo Engel)
- Österreich in Bild und Ton (1933–1938, Selenophon Licht- und Tonbildgesellschaft im Auftrag der austrofaschistischen Regierung)
- Austria Wochenschau (1949–1994)[4]
- ORF-Sendung Wochenschau

### Portugal
- Jornal Português: ab 1938 vom Secretariado de Propaganda Nacional (ab 1945 Secretariado Nacional de Informação, SNI), der Propaganda-Abteilung des Estado Novo-Regimes produzierte Wochenschauen, unter filmischer Leitung von António Lopes Ribeiro. 1951 wurde die Produktion eingestellt. Die 101 Ausgaben (mit je 10 Minuten Länge etwa) wurden der Öffentlichkeit Ende 2015 in einer 5-DVD-Box zur Verfügung gestellt, als erste eigene DVD-Veröffentlichung des portugiesischen Filmmuseums Cinemateca Portuguesa.[5]
- Imagens de Portugal: von António da Cunha Telles ab 1953 für die Tóbis Portuguesa produzierte Wochenschauen des SNI, 449 Ausgaben bis zu ihrem Ende 1970.[6]
- Actualidades de Angola: Die 1937 vom Kolonialministerium geschaffene Missão Cinegráfica às Colónias de África produzierte Propagandafilme, v. a. für die Agência Geral das Colónias, die 1924 geschaffene Informationsbehörde für die portugiesischen Kolonien. Der portugiesische Kameramann João Silva war 1950 in die damalige portugiesischen Überseeprovinz Angola gekommen, um Dokumentarfilme für die Filmgesellschaft Telecine Angola und andere zu drehen. Ab 1957 war er für die neu geschaffene Wochenschau Actualidades de Angola tätig, für die er 55 Ausgaben bis 1961 drehte. Zwischen 1967 und 1975 entstanden weitere 179 Actualidades de Angola. Nach der Unabhängigkeit 1975 leitete er eine kurze, erste Zeit die Filmabteilung des staatlichen angolanischen Fernsehens.[7]

### Schweiz
- Ciné-Journal Suisse (1923–1936, Office Cinématographique, Lausanne, dann Cinégram AG, Genf)
- Ciné-Journal Suisse, Schweizer Filmwochenschau (1940–1975, Cinégram AG, Genf; letzter Produzent: Max Dora)

Am 16. April 1940 beschloss der Bundesrat eine Schweizer Filmwochenschau zu schaffen, „um die Sicherheit im Land zu gewährleisten und die Aufrechterhaltung der Neutralität“. Es sollte damit ein Gegenakzent zur erdrückenden Präsenz von ausländischen Wochenschauen (vor allem aus dem nationalsozialistischen Deutschland) gesetzt werden. Nach den Direktiven der Filmkammer wurde  sie von einer privaten Firma produziert. Die Kinobesitzer wurden verpflichtet, sie zu abonnieren und vorzuführen. Die Schweizer Wochenschau schloss eine empfindliche Lücke, die durch den Wegfall der französischen Wochenschau entstanden war.

### Spanien
- No-Do, (1943–1981)

### USA
- Columbia Pictures’ Newsreel
- FOX Movietone News, von 20th Century Fox (1927–1963)[9]
- Universal Newsreel, zweiwöchige Wochenschau der Universal Studios (1929–1967)[10]
- The March of Time
- Paramount News
- Pathé News